# Den satanistiska bibeln
Den satanistiska bibeln (The Satanic Bible på originalspråket engelska) är en bok skriven av Anton LaVey 1969. Den innehåller en samling essäer, observationer och grundläggande satanistiska ritualer, och en sammanfattning av LaVeys filosofi (enligt LaVey är den influerad av Machiavelli, Aleister Crowley, Friedrich Nietzsche, Ragnar Redbeard, Ayn Rand med flera). Delar av Den satanistiska bibeln uppvisar delvis stora likheter med Ragnar Redbeards Might Is Right från 1896. Boken publicerades i svensk översättning av Carl Abrahamsson  1995.

## Historia
Den satanistiska bibeln publicerades första gången 1969 av University Books i inbundna exemplar i en väldigt begränsad upplaga. Boken har blivit återtryckt i pocketform av ett antal olika bokförlag. Originalet av boken i inbundet format har blivit ett eftertraktat föremål för samlare, och exemplar av boken har blivit sålda för över $1000 på amerikanska Ebay.

## Innehållsförteckning
| Bok                                                 | Kapitel                     | Kapitel |
| --------------------------------------------------- | --------------------------- | --- |
| 0                                                   | Preface                     | Preface |
| 0                                                   | Prologue                    | |
| 0                                                   | The Nine Satanic Statements | |
| (FIRE) BOOK OF SATAN - The Infernal Diatribe -      | I                           | |
| (FIRE) BOOK OF SATAN - The Infernal Diatribe -      | II                          | |
| (FIRE) BOOK OF SATAN - The Infernal Diatribe -      | III                         | |
| (FIRE) BOOK OF SATAN - The Infernal Diatribe -      | IV                          | |
| (FIRE) BOOK OF SATAN - The Infernal Diatribe -      | V                           | |
| (AIR) BOOK OF LUCIFER - The Enlightenment -         | I                           | Wanted!: God—Dead or Alive |
| (AIR) BOOK OF LUCIFER - The Enlightenment -         | II                          | The God You SAVE May Be Yourself |
| (AIR) BOOK OF LUCIFER - The Enlightenment -         | III                         | Some Evidence of a New Satanic Age |
| (AIR) BOOK OF LUCIFER - The Enlightenment -         | IV                          | Hell, the Devil, and How to Sell Your Soul |
| (AIR) BOOK OF LUCIFER - The Enlightenment -         | V                           | Love and Hate |
| (AIR) BOOK OF LUCIFER - The Enlightenment -         | VI                          | Satanic Sex |
| (AIR) BOOK OF LUCIFER - The Enlightenment -         | VII                         | Not all Vampires Suck Blood |
| (AIR) BOOK OF LUCIFER - The Enlightenment -         | VIII                        | Indulgence... NOT Compulsion |
| (AIR) BOOK OF LUCIFER - The Enlightenment -         | IX                          | On the Choice of a Human Sacrifice |
| (AIR) BOOK OF LUCIFER - The Enlightenment -         | X                           | Life After Death Through Fulfillment of the Ego |
| (AIR) BOOK OF LUCIFER - The Enlightenment -         | XI                          | Religious Holidays |
| (AIR) BOOK OF LUCIFER - The Enlightenment -         | XII                         | The Black Mass |
| (EARTH) BOOK OF BELIAL - The Mastery of the Earth - | I                           | Theory and Practice of Satanic Magic: (Definition and Purpose of Lesser and Greater Magic) |
| (EARTH) BOOK OF BELIAL - The Mastery of the Earth - | II                          | The Three Types of Satanic Ritual |
| (EARTH) BOOK OF BELIAL - The Mastery of the Earth - | III                         | The Ritual, or "Intellectual Decompression", Chamber |
| (EARTH) BOOK OF BELIAL - The Mastery of the Earth - | IV                          | The Ingredients Used in the Performance of Satanic Magic: 1. Desire 2. Timing 3. Imagery 4. Direction 5. The Balance Factor |
| (EARTH) BOOK OF BELIAL - The Mastery of the Earth - | V                           | The Satanic Ritual: 1. Some Notes Which are to be Observed Before Beginning Ritual 2. The Thirteen Steps 3. Deviced Used in Satanic Ritual |
| (WATER) BOOK OF LEVIATHAN - The Raging Sea -        | I                           | Invocation to Satan |
| (WATER) BOOK OF LEVIATHAN - The Raging Sea -        | II                          | The Infernal Names |
| (WATER) BOOK OF LEVIATHAN - The Raging Sea -        | III                         | Invocation Employed Towards the Conjuration of Lust |
| (WATER) BOOK OF LEVIATHAN - The Raging Sea -        | IV                          | Invocation Employed Towards the Conjuration of Destruction |
| (WATER) BOOK OF LEVIATHAN - The Raging Sea -        | V                           | Invocation Employed Towards the Conjuration of Compassion |
| (WATER) BOOK OF LEVIATHAN - The Raging Sea -        | VI                          | The Enochian Keys and The Enochian Language: - The First Key - The Second Key - The Third Key - The Fourth Key - The Fifth Key - The Sixth Key - The Seventh Key - The Eighth Key - The Nineth Key - The Tenth Key - The Eleventh Key - The Twelfth Key - The Thirteenth Key - The Fourteenth Key - The Fifteenth Key - The Sixteenth Key - The Seventeenth Key - The Eighteenth Key - The Nineteenth Key |